# همیشه‌بهار آرام
همیشه بهار آرام (نام علمی: Arnica angustifolia) نام یک گونه از سرده همیشه بهار کوهی است.